# Aleksandr Kiriłłow
Aleksandr Siemionowicz Kiriłłow (ros. Александр Семёнович Кириллов, ur. 30 maja 1921 we wsi Japryncewo w obwodzie orenburskim, zm. 15 września 2016 w Lipiecku) – radziecki lotnik wojskowy, pułkownik lotnictwa, Bohater Związku Radzieckiego (1946).

## Życiorys
Urodził się w rodzinie chłopskiej. Skończył szkołę średnią w Orenburgu, w 1940 został powołany do Armii Czerwonej, w 1942 ukończył wojskowo-powietrzną szkołę pilotów i od sierpnia 1942 uczestniczył w wojnie z Niemcami. 
Początkowo w stopniu sierżanta był dowódcą załogi Ił-2 jako lotnik i starszy lotnik, później został dowódcą klucza, zastępcą dowódcy eskadry, dowódcą eskadry i p.o. dowódcy eskadry w stopniu porucznika. Walczył w składzie 2 Armii Powietrznej, potem 15 Armii Powietrznej i 16 Armii Powietrznej na Froncie Woroneskim, Stepowym, Briańskim, Centralnym, Białoruskim i 1 Białoruskim. Od końca 1943 dowodził eskadrą, brał udział w bitwie pod Kurskiem, obronie i wyzwoleniu Woroneża, walkach na Białorusi (operacja Bagration), Ukrainie i w Polsce (operacja wiślańsko-odrzańska, odcinek Pułtusk-Serock), zajęciu wielu miast (Kraków, Łódź, Lublin, Kutno, Koło, Toruń, Warszawa) i operacji berlińskiej. Do lutego 1945 wykonał 96 lotów bojowych, niszcząc wiele sprzętu wojskowego wroga, w tym 22 czołgi i 77 samochodów. 
Po wojnie został skierowany na kursy do Lipiecka, które przerwał, by wziąć udział w wojnie z Japonią, później 1947-1951 studiował w Wojskowej Akademii Powietrznej w Monino, później służył w Karpackim Okręgu Wojskowym, później w Austrii na stanowisku zastępcy dowódcy pułku, 1956-1959 w Krzemieńczuku, następnie w Woroneżu i Lipiecku, w 1976 został zwolniony do rezerwy w stopniu pułkownika lotnictwa. Brał udział w Paradach Zwycięstwa w 1995, 2000 i 2001.

## Odznaczenia
- Złota Gwiazda Bohatera Związku Radzieckiego (15 maja 1946)
- Order Lenina
- Order Czerwonego Sztandaru (trzykrotnie)
- Order Aleksandra Newskiego
- Order Wojny Ojczyźnianej I klasy
- Order Wojny Ojczyźnianej II klasy
- Order Czerwonej Gwiazdy (dwukrotnie)
- Order Za Służbę Ojczyźnie w Siłach Zbrojnych ZSRR III klasy
- Medal 100-lecia urodzin Lenina
- Medal „Za zwycięstwo nad Niemcami w Wielkiej Wojnie Ojczyźnianej 1941–1945”
- Medal „Za wyzwolenie Warszawy”
- Medal „Za zdobycie Berlina”
- Krzyż Walecznych (Polska Ludowa)
- Medal za Warszawę 1939–1945 (Polska Ludowa)
- Medal za Odrę, Nysę, Bałtyk (Polska Ludowa)

I inne.